# رمان منظوم
رمان منظوم (انگلیسی: Verse novel) نوعی از شعر روایی است که در آن روایتی طولانی از طریق شعر به جای نثر بیان می‌شود. ممکن است از شکل‌های ساده یا پیچیده در بیت‌ها استفاده شود، و معمولاً در آن تعداد زیادی شخصیت، صدا، دیالوگ، روایت، توصیف، و کنش به‌شیوه‌ای رمانتیک وجود دارد.
قدمت روایت‌های منظوم به حماسه گیلگمش، ایلیاد و ادیسه برمی‌گردد، اما رمان منظوم یک فرم مدرن متمایز است. اگرچه ساختار روایی آن شبیه به یک رمان است، اما سازمان‌دهی داستان معمولاً در مجموعه‌ای از بخش‌های کوتاه با دیدگاه‌هایی متغیر است. رمان‌های منظوم با راوی‌های متعدد روایت می‌شوند که دیدگاهی از درونیات ذهن شخصیت‌ها را در اختیار خوانندگان قرار می‌دهند. برخی از رمان‌های منظوم، به پیروی از حماسه مضحک بایرون با نام دن خوان (۱۸۱۸–۲۴) ، که از یک نوشتار غیررسمی و محاوره‌ای استفاده می‌کند، یوگنی آنگین (۱۸۳۱) اثر الکساندر پوشکین که یک نمونه کلاسیک است، و پان تادئوش (1834) اثر آدام میتسکیه‌ویچ به‌عنوان نمونه اصلی ژانر مدرن رمان منظوم در نظر گرفته می‌شوند.